# Josep Pla i Casadevall
|  | «Josep Pla » redirigeix aquí. Vegeu-ne altres significats a «Josep Pla (desambiguació)». |

Josep Pla i Casadevall   (Palafrugell, 8 de març de 1897 - Llofriu, 23 d'abril de 1981) fou un escriptor i periodista català, figura referent de la literatura catalana de tots els temps.
Pla és encara un dels autors més llegits de la literatura catalana molts anys després de la seva mort, i ha estat consagrat unànimement com el prosista més important de la literatura catalana del segle xx. La seva original i extensa obra literària, que abasta de forma gairebé ininterrompuda sis dècades i més de 30.000 pàgines, va ser essencial per a la modernització de la llengua catalana i per la popularització d'una literatura costumista, clara, d'adjectivació intensa i a estones bolcada en la descripció del seu entorn més proper. Els seus articles d'opinió, les seves cròniques periodístiques i els seus reportatges sobre els nombrosos països on va viatjar constitueixen també un singular testimoniatge de la història del segle xx.

## Biografia

### Infància i adolescència

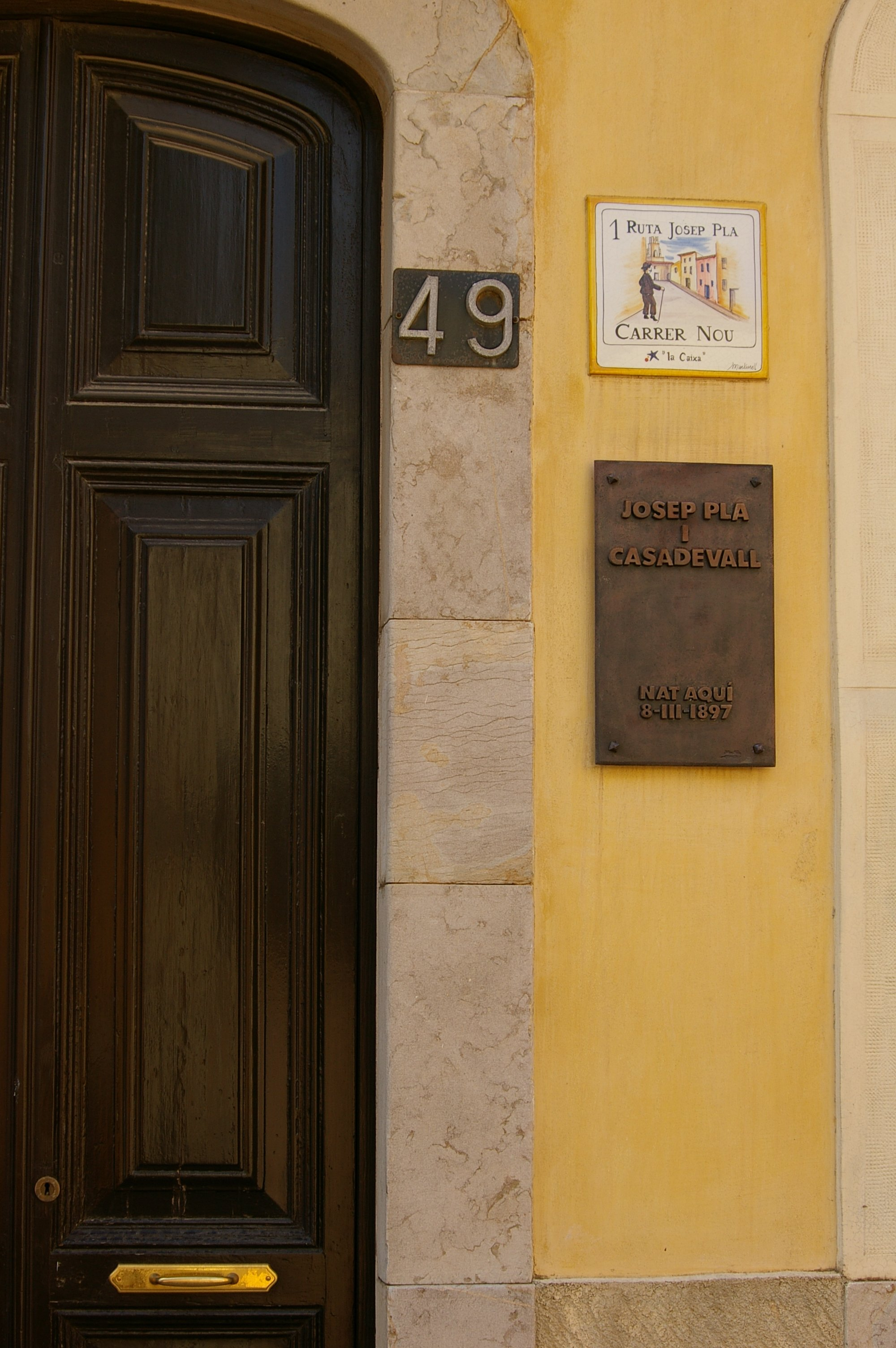
Casa natal de Josep Pla, al carrer Nou de Palafrugell

Va néixer el 8 de març de 1897 a la vila de Palafrugell, situada a la comarca del Baix Empordà. Fill d'una família acomodada de petits propietaris rurals, era el més gran de quatre germans. El seu pare es deia Antoni Pla i Vilar, natural de Llofriu i la seva mare Maria Casadevall i Llach natural de Palafrugell. Va aprovar l'ingrés al batxillerat a l'Institut General i Tècnic de Figueres (juny 1909), i més tard va fer el batxillerat a l'Institut de Girona, on va viure intern des de 1909 als Germans Maristes. A finals del curs 1912 – 1913 va ser expulsat de l'internat i no va aprovar el batxillerat ni l'examen de grau fins al desembre de 1913. Es va inscriure a Ciències a la Universitat de Barcelona i va començar estudis de medicina, però a la meitat de curs va canviar d'idea i es va matricular a Dret sense gaire entusiasme, amb la idea d'esdevenir notari.
Instal·lat en pensions i apassionat des de molt jove per la lectura i l'observació, el buit que percebia en la vida universitària no va privar-lo d'adaptar-se a un altre ambient que canalitzaria la seva desorientació intel·lectual de joventut: la Penya de l'Ateneu Barcelonès, amb la biblioteca i sobretot la tertúlia diària que hi tenia lloc amb personatges com Josep Maria de Sagarra, Eugeni d'Ors o Francesc Pujols. D'aquesta època juvenil prové la seva admiració per Pío Baroja —una referència constant per a la seva generació— i la influència d'Alexandre Plana, amic i mestre de joventut, al qual va atribuir la decisió d'allunyar-se del Noucentisme i apostar definitivament per una «literatura per a tothom» basada en «la claredat i la senzillesa», idees que serien la seva divisa estilística durant tota la seva carrera literària.

### Primers escrits
El 1919 es llicencia en Dret i comença a treballar professionalment en el periodisme, primer al diari Las Noticias, fundat per Rafael Roldós i al cap de poc en l'edició nocturna de La Publicitat. Aviat, Pla comença el seu periple com a corresponsal en diverses destinacions europees: París (1920), Madrid (1921), Portugal, Itàlia (1922) i Berlín (1923).
Catalanista moderat, l'any 1921 és elegit diputat de la Mancomunitat de Catalunya per la Lliga Regionalista a la seva comarca natal.

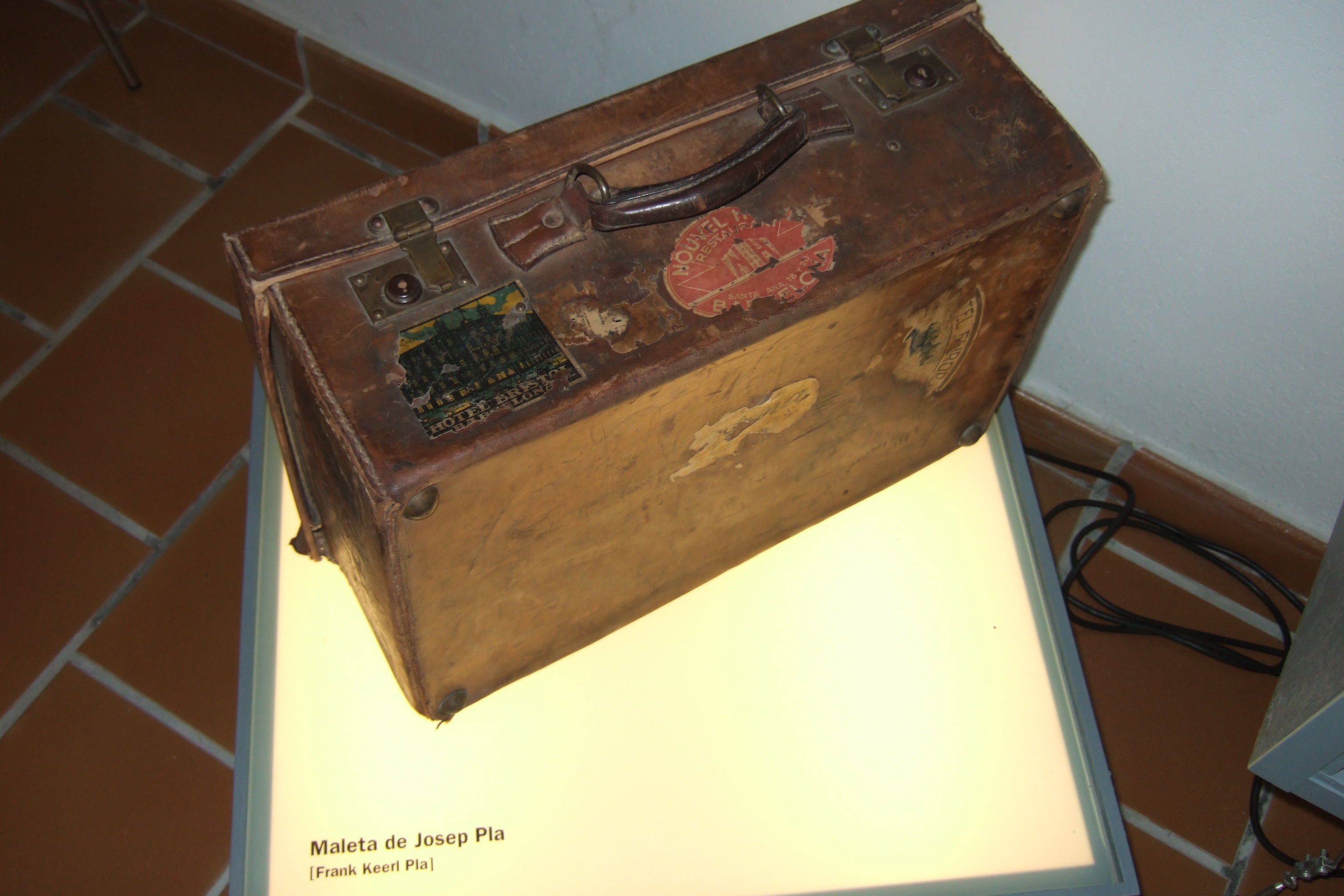
Maleta de Josep Pla a l'exposició permanent de la Fundació Josep Pla

L'any 1924, arran d'un article crític amb la política militar en el Protectorat Espanyol al Marroc, pateix un procés militar que li impedeix retornar a Espanya durant els anys següents. Durant el seu exili a París, va tractar –i va conspirar– amb alguns dels principals opositors catalanistes a la dictadura de Primo de Rivera, com Francesc Macià. Segons es desprèn d'unes cartes que li va enviar Eugeni Xammar, editades per Quaderns Crema, a cura de Xavier Pla, l'escriptor empordanès va plantejar a Macià la possibilitat d'assassinar el Rei Alfons XIII i promoure un aixecament al Rif per desestabilitzar l'Estat espanyol i aconseguir la independència de Catalunya. Mentrestant, va continuar viatjant per Europa. Entre altres països va visitar la Unió Soviètica i el Regne Unit, i l'any 1925 publica el seu primer llibre, Coses vistes –una recopilació de descripcions paisatgístiques, narracions breus, retrats literaris i evocacions autobiogràfiques– amb el qual va obtenir un gran èxit de crítica i públic. El llibre es va esgotar en una setmana. Es tractava d'una bona bestreta de la seva estètica: «escriure sobre les coses que he vist». A la fi de 1925 es va publicar la seva segona obra –Rússia–, escrita a partir del viatge de sis setmanes a l'URSS en companyia d'Eugeni Xammar i acollit a casa d'Andreu Nin. Finalment el 1927 va poder retornar a l'Estat espanyol, va deixar el diari La Publicitat, de línia progressista pròxima a Acció Catalana, i va entrar a La Veu de Catalunya, el periòdic de la Lliga Regionalista, de tendència liberal-conservadora. Va iniciar llavors una relació de mecenatge amb Francesc Cambó —líder del catalanisme moderat—, les famoses xerrades del qual va freqüentar assíduament i del qual va publicar poc després una biografia política molt favorable al personatge, en aquells dies enfrontat als sectors republicans i esquerrans.

### La República i la guerra civil
L'abril del 1931, el matí mateix de la proclamació de la Segona República Espanyola, és enviat a Madrid per Cambó com a corresponsal parlamentari de La Veu de Catalunya i es converteix en observador directe dels primers dies del nou règim. El dietari madrileny d'aquests mesos, de gran valor històric, és recollit en la seva obra Madrid. L'adveniment de la República. Va romandre a la capital d'Espanya durant gairebé tot el període republicà (1931 – 1936), exercint de cronista parlamentari, cosa que li va permetre relacionar-se amb les elits polítiques i culturals espanyoles. Pla, que no era ni antirepublicà ni antimonàrquic, sinó un pragmàtic que cercava la modernització de l'Estat, va manifestar en un primer moment certa simpatia per la República, creient que el nou sistema polític podia quallar a Espanya si es consolidava seguint el model de la República Francesa, encara que a poc a poc es va anar desencantant amb el curs que prenien els esdeveniments fins a considerar-la una completa «bogeria frenètica i destructora».
Al·legant raons de salut i amenaçat de mort, abandonà un Madrid convuls i molt perillós pocs mesos abans de començar la Guerra Civil espanyola. Però tampoc Barcelona, ja en guerra, li semblà segura i fugí amb un vaixell de la Catalunya republicana en direcció a Marsella, el setembre de 1936, en companyia d'Adi Enberg, ciutadana noruega nascuda a Sant Gervasi de Cassoles amb la qual tenia una relació formal d'anys ençà. A Marsella, Adi treballà per al "Servicio de Información de la Frontera Nordeste de España" (SIFNE), una organització d'espionatge franquista finançada per Francesc Cambó, organisme amb el qual, segons algunes fonts, Josep Pla es va relacionar durant la seva estada a Marsella.

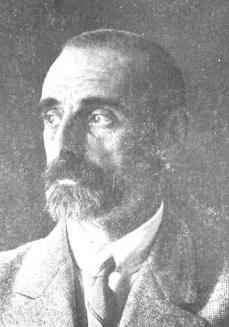
Francesc Cambó i Batlle

Continuà el seu exili a Roma, on escriu per encàrrec de Francesc Cambó bona part de la monumental Història de la Segona República Espanyola, publicada el 1939, i que Pla refusà a reeditar i incloure-la en la seva Obra Completa.
L'agost de 1938 s'acaba malmetent per sempre més la relació amb Francesc Cambó a la vil·la Irenea que el seu mecenes i mentor té a Abbazia, avui Opatija (Croàcia) i a finals d'estiu, ell i Adi Enberg es desplacen a Biarritz i d'allà estant arriben a Sant Sebastià i entren a l'Espanya franquista.
El gener de 1939 arriba a Barcelona poc després de les primeres forces franquistes, al costat de Manuel Aznar i d'altres periodistes, per a fer-se càrrec de la direcció del diari La Vanguardia. Entre gener i abril d'aquell any codirigeixen el diari però Pla és acomiadat perquè no interessava al govern franquista que va imposar Galinsoga com a nou director. A mitjans de maig, Pla va tornar a Llofriu, havia desistit de recuperar la identitat cultural del país. En una mena d'autoexili interior havia decidit retirar-se de la vida pública espanyola, barcelonina i catalana.
Aclaparat pels esdeveniments polítics passats i per la guerra europea, Pla viu durant uns anys, en diversos indrets de la Costa Brava: Fornells, L'Escala, Cadaqués. Són anys de reflexió, de recerca d'un sentit a l'existència, de misantropia, de trobar en el paisatge l'únic consol. Pla es converteix deliberadament en un home arrelat, voluntàriament aïllat. Vol parlar amb la gent més senzilla dels pobles petits: els pescadors, els pagesos, els artesans. Viatja constantment pel país, a peu, en autobús o en tren. Lentament, la visió del paisatge l'embriaga i li encomana una mena de panteisme sensual, sense sentit religiós, que es converteix en un entusiasme per la realitat. En la literatura que produeix aquells anys, destaca la redescoberta de la realitat més pròxima, la del paisatge i la del mar, descrita amb un marcat accent subjectiu, que inicia la que serà la seva lluminosa maduresa literària.
L'any 1940 comença la seva col·laboració regular al setmanari Destino, del qual es convertirà en un dels seus impulsors i ideòlegs més importants. Són anys difícils, de col·laboració amb el nou règim i també d'autocrítica. Sobrevivint només gràcies a la seva dedicació a la literatura i el periodisme, publica en castellà diversos llibres biogràfics, guies de viatge i obres d'encàrrec. Ben aviat abandona el projecte d'esdevenir un escriptor en castellà. Des de la tribuna que li oferia Destino, Pla es retroba lentament amb els lectors catalans i reprèn els seus contactes amb tots els sectors de la cultura catalana. Des del primer moment en què la censura ho va permetre, torna a publicar llibres en català, la llengua en la qual havien estat concebuts, pensats i escrits, mentre va ser possible, els seus llibres.

### Elaborant lesObres Completesde l'Editorial Selecta
Després d'uns anys de dificultats econòmiques i de reclusió voluntària a l'Empordà, Pla assumeix plenament la seva condició de propietari rural. No tornarà a viure mai més a Barcelona. Però la revista Destino li encarrega diversos reportatges que li permeten tornar a recuperar el viatge com a pretext literari: França, Israel, Cuba, Nova York, Orient Mitjà, Amèrica del Sud, Rússia… Ja no viatja com a corresponsal, ho fa només com a periodista observador que no perd la curiositat per l'evolució política i social del món contemporani. A més, Pla aprofita els viatges, sovint en petroliers lentíssims, per escriure obsessivament els seus nous llibres i per elaborar i reescriure pacientment el que serà la seva obra completa.
Després d'algunes edicions de bibliòfil, comença a editar regularment els seus llibres en llengua catalana a l'Editorial Selecta de Josep M. Cruzet, que també li publicaria el primer projecte d'obres completes, amb vint-i-nou volums (novel·les, llibres de viatges, narracions, llibres de records…). Lentament, comença a donar valor moral i dimensió col·lectiva al seu procés individual de recuperació de la memòria. El paisatge, la cuina, els oficis, els grans catalans del segle, tots els temes es posen al servei d'una literatura memorialística amb l'ambició de recuperar de l'oblit tota una Catalunya que estava en vies de desaparició.
A partir de la segona meitat de la dècada del 1950 continuà viatjant i començà la preparació de les seves obres completes, tasca a la qual es dedicarà de ple també durant la dècada següent. És una etapa crucial en la seva trajectòria perquè suposa una reescriptura gairebé total de la seva obra i la construcció del programa estilístic planià, amb el qual transcendirà al periodisme i consolidarà el seu estil. Mentrestant, ressorgeix a poc a poc la cultura en llengua catalana.
L'any 1951 rep el Premi Joanot Martorell de novel·la per la novel·la El carrer Estret, inspirada en el carrer de Palafrugell anomenat així popularment (oficialment, carrer de Sant Antoni). Al mateix temps, determinats sectors de l'oposició franquista el van marginant, malgrat que ja és, llavors, l'escriptor més llegit en llengua catalana. No li perdonen el seu suport al franquisme durant la guerra civil, ni la seva convivència, aparentment no conflictiva, amb el règim (Pla confiava en una evolució pacífica i ordenada cap a la democràcia). Ni tan sols li perdonen el seu menyspreu per les formes literàries de ficció. Però l'edició de la seva correspondència amb el seu editor Josep M. Cruzet a càrrec de Josepa Gallofré, demostra el paper rellevant que va tenir Pla en la recuperació de la llengua i la literatura catalana dins la resistència cultural contra el règim.

### L'Obra Completadefinitiva amb l'Editorial Destino

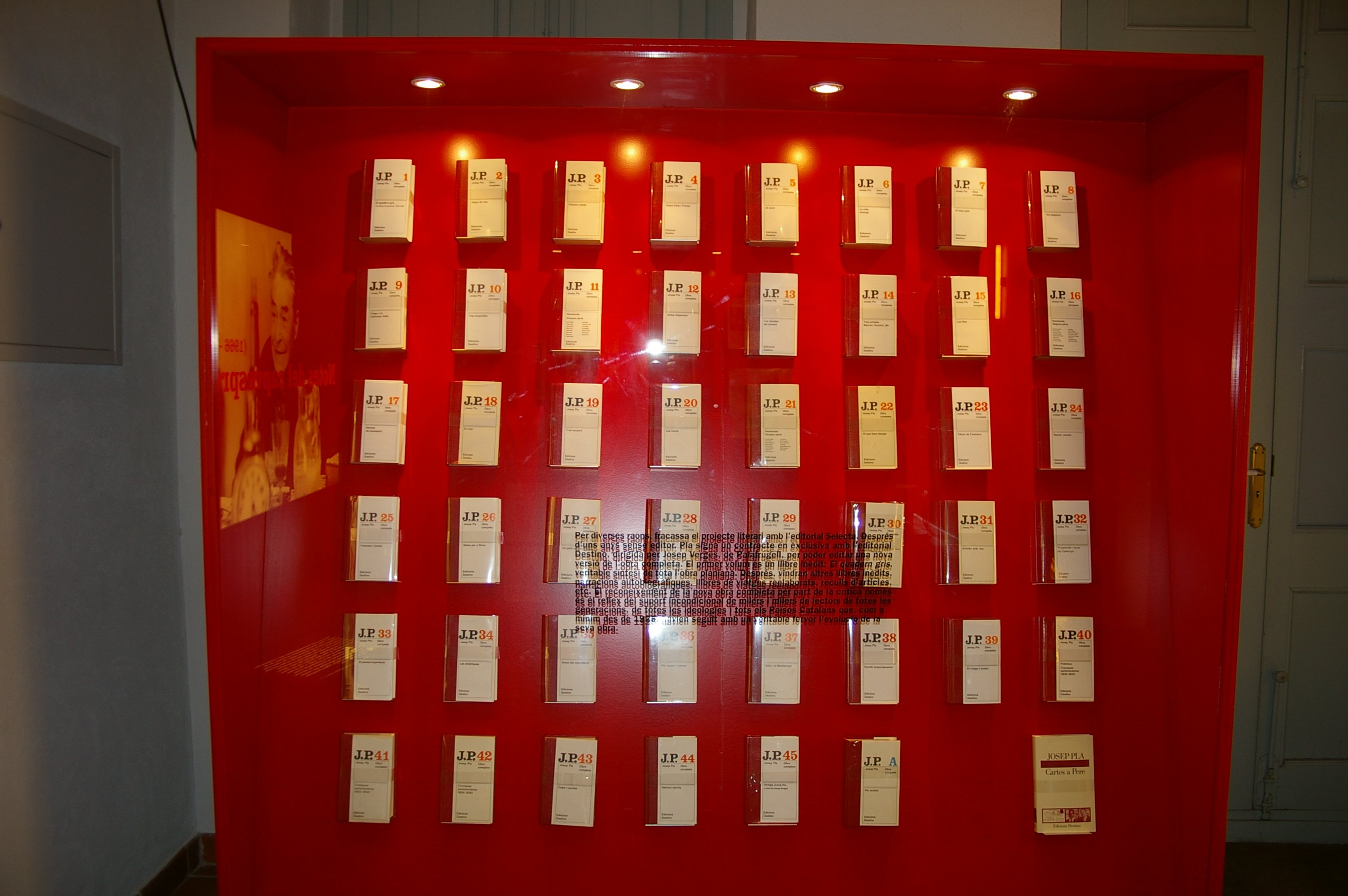
Els 47 volums de l'Obra Completa, exposats en la Fundació Josep Pla

Per diverses raons, fracassa el projecte literari amb l'editorial Selecta. Després d'uns anys sense editor, Pla signa un contracte en exclusiva amb l'editorial Destino, dirigida per Josep Vergés, de Palafrugell, per poder editar una nova versió de l'Obra Completa. El primer volum és un llibre inèdit: El quadern gris, veritable síntesi de tota l'obra planiana. Després, vindran altres llibres inèdits, narracions autobiogràfiques, llibres de viatges reelaborats, reculls d'articles, etc. El reconeixement de la nova Obra Completa per la crítica només és el reflex del suport incondicional de milers i milers de lectors de totes les generacions, de totes les ideologies i tots els Països Catalans que, com a mínim des de 1925, havien seguit amb un veritable fervor l'evolució de la seva obra.
L'èxit de públic i de crítica van acompanyar immediatament la publicació de tots els volums de la nova Obra Completa, la que l'escriptor va considerar com la seva obra definitiva. Però les seves posicions polítiques i algunes actituds provocatives van distanciar Pla, durant els últims anys del franquisme, dels sectors més catalanistes i progressistes de la cultura catalana, que veien amb incomprensió les seves reticències davant la transició democràtica i el restabliment de l'autonomia de Catalunya. Tot i això, el reconeixement de l'obra de Josep Pla com una de les aportacions més valuoses de la cultura catalana començava a ser indiscutible: trenta mil pàgines de prosa catalana avalen l'exemple més fecund de la literatura catalana contemporània.
L'any 1980, ja en la darrera etapa de la seva vida, Josep Tarradellas li va imposar la Medalla d'Or de la Generalitat de Catalunya.
Pla morí el 23 d'abril de 1981 al Mas Pla, al nucli de Llofriu, situat al municipi de Palafrugell, deixant publicats 38 volums de l'Obra Completa i bastants papers inèdits, que s'han publicat progressivament després de la seva mort.

## Obra
Pla és un dels escriptors de la literatura catalana més destacats del segle xx. La seva obra ofereix una visió completa de la societat del seu temps. La major part la va escriure en català, i només circumstancialment ho va fer en castellà (per raons de censura o per poder subsistir), de manera també brillant, gairebé sempre en col·laboracions de premsa, com les cròniques italianes, balcàniques i nòrdiques de la dècada del 1920 al diari madrileny El Sol.
Pla va viure completament dedicat a l'escriptura. La magnitud de la seva Obra Completa (47 volums i més de trenta mil pàgines), que recull tots els seus dietaris, reportatges, articles, assaigs, biografies, novel·les i narracions curtes, tots procedents d'uns 120 llibres diferents, dona una idea de la seva formidable capacitat de treball al mateix temps que dificulta la seva classificació cronològica. Moltes d'aquestes pàgines són el fruit d'un continu procés de reescriptura d'originals de joventut i de la reelaboració i traducció dels articles setmanals que durant gairebé quaranta anys va publicar en castellà a la revista Destino, a més de centenars d'articles publicats en periòdics dispersos.
La seva obra no pot ser concebuda si no és com a Obra Completa. Cada publicació dels llibres independents era una revisió, un canvi. Hi ha una sèrie de moviments de textos entre els llibres de Pla. Els textos formen part d'un tot.
| «                              | Tots els meus llibres són provisoris. El desig de tornar-los a veure i tornar-los a fer és permanent. | » |
| — Direcció Lisboa, OC 28, p. 9 | |   |

### Classificació
La classificació temàtica tampoc és fàcil, ja que molts articles apareixen en diferents llocs amb algunes variants, el seu repertori temàtic és molt extens i, sobretot, les fronteres entre els gèneres que va conrear no són pas sempre clares. Ara bé, es pot fer una temptativa d'ordenació segons gèneres (els anys ressenyats corresponen a la publicació original, no pas a la traducció ni a la reedició en l'Obra Completa:
- Narració: Coses vistes (1925), Llanterna màgica (1926), Relacions (1927) són llibres en els quals predomina la narració però que prefiguren i esbossen altres gèneres que posteriorment seran essencials en la seva obra. El carrer Estret (1951, i premi Joanot Martorell), Nocturn de Primavera (1953) i L'herència (1972) són pròpiament novel·les, malgrat la poca consideració que Pla tenia pel gènere de ficció.
- Els dietaris: el dietari és probablement el format planià més valorat per la crítica. Es tracta d'una forma literària poc conreada en la literatura catalana, constituïda per anotacions, observacions i reflexions diàries o periòdiques. Aquest estil proporciona a Pla gran llibertat en l'ús combinat de gèneres diferents: el diari personal, la descripció, la narració, el diàleg, les reflexions personals, el consell al lector, el retrat i l'anàlisi dels costums de la gent i dels pobles. El quadern gris és el dietari que el va consagrar. No es tracta d'un diari autèntic, sinó d'un diari de ficció. Els temes centrals del dietari són el paisatge i la geografia empordanesa, la descripció de la vida quotidiana i l'obsessió per l'escriptura d'un jove aprenent d'escriptor. Els elements autobiogràfics, si apareixen, solen ser recreats. Va publicar uns altres quatre llibres memorialístics: Notes disperses, Notes per a Sílvia, Notes del capvesprol (1979, Premi de la Crítica de narrativa catalana) i Notes per a un diari (publicat pòstumament). El 2014 es publicà La vida lenta, tres diaris de Josep Pla de 1956, 1957 i 1964.
- L'assaig antropològic i costumista: Els pagesos (1952), El pagès i el seu món i Les hores (1953). Algunes de les pàgines més belles escrites per Pla es refereixen al poble de Cadaqués (Alt Empordà). Pla fou un gran descriptor de la vida marinera, però en els seus escrits sobre Cadaqués aflora també el coneixement precís del paisatge rural i de les parets de pedra seca que predominen en el lloc.
- La biografia: Vida de Manolo (1928), Santiago Rusiñol i el seu temps (1955), Francesc Cambó (1928 – 1930), Homenots, Retrats de passaport i Tres senyors.
- Els viatges: Les illes, Viatge a la Catalunya Vella, Itàlia i el Mediterrani, Les Amèriques, Sobre París i França, Cartes de lluny (1947) i Israel, 1957 (1958).
- Reportatges polítics: Polèmica. Cròniques parlamentàries (1929 – 1932), Madrid. L'adveniment de la República (1933) i Cròniques parlamentàries (1933 – 1934) i (1934 – 1936).

En total, 21 volums, gairebé la meitat de la seva Obra Completa, són articles periodístics publicats a Destino, a La Publicitat i a La Veu de Catalunya.

### Postguerra en castellà
Durant els primers anys del règim franquista, i a causa de la prohibició de l'edició en català, va publicar en castellà les següents obres: Guía de la Costa Brava (1941), Las ciudades del mar (1942), Viaje en autobús (1942) —considerada com una de les seves grans obres, i que prova el seu brillant domini del castellà—, Rusiñol y su tiempo  (1942), El pintor Joaquín Mir (1944), Un señor de Barcelona (1945) i La huida del tiempo (1945). El 1946 va reeditar amb Destino (actualitzant-les) les seves dues primeres obres en català després de la guerra civil (Cartes de lluny i Viatge a Catalunya).

### Novament en català
L'any 1947, quan la censura li ho va permetre, va reprendre les seves publicacions en català amb Cadaqués, un dels seus llibres més reeixits, publicat per l'editorial Joventut. El 1949, i durant tota la dècada següent, inicià una etapa fonamental de col·laboració amb l'Editorial Selecta de Josep M. Cruzet, durant la qual publica algunes de les seves obres més conegudes com El vent de garbí, El carrer Estret (avui considerada com una de les novel·les més importants de la literatura catalana de postguerra), Girona (un llibre de records), Els pagesos (del pròleg del qual procedeix el mite autoconstruït del «Pla pagès») i Cartes d'Itàlia.
L'any 1980 encara va publicar, per petició expressa de l'abat de Poblet, Maur Esteva, la Guia fonamentada i popular del monestir de Poblet, amb fotografies de Hildegard Bung, i que ja redactà al mas Llofriu, després de diverses estades al monestir, a les acaballes de la seva producció, tal com relatà l'abat a les notes introductòries de l'obra.

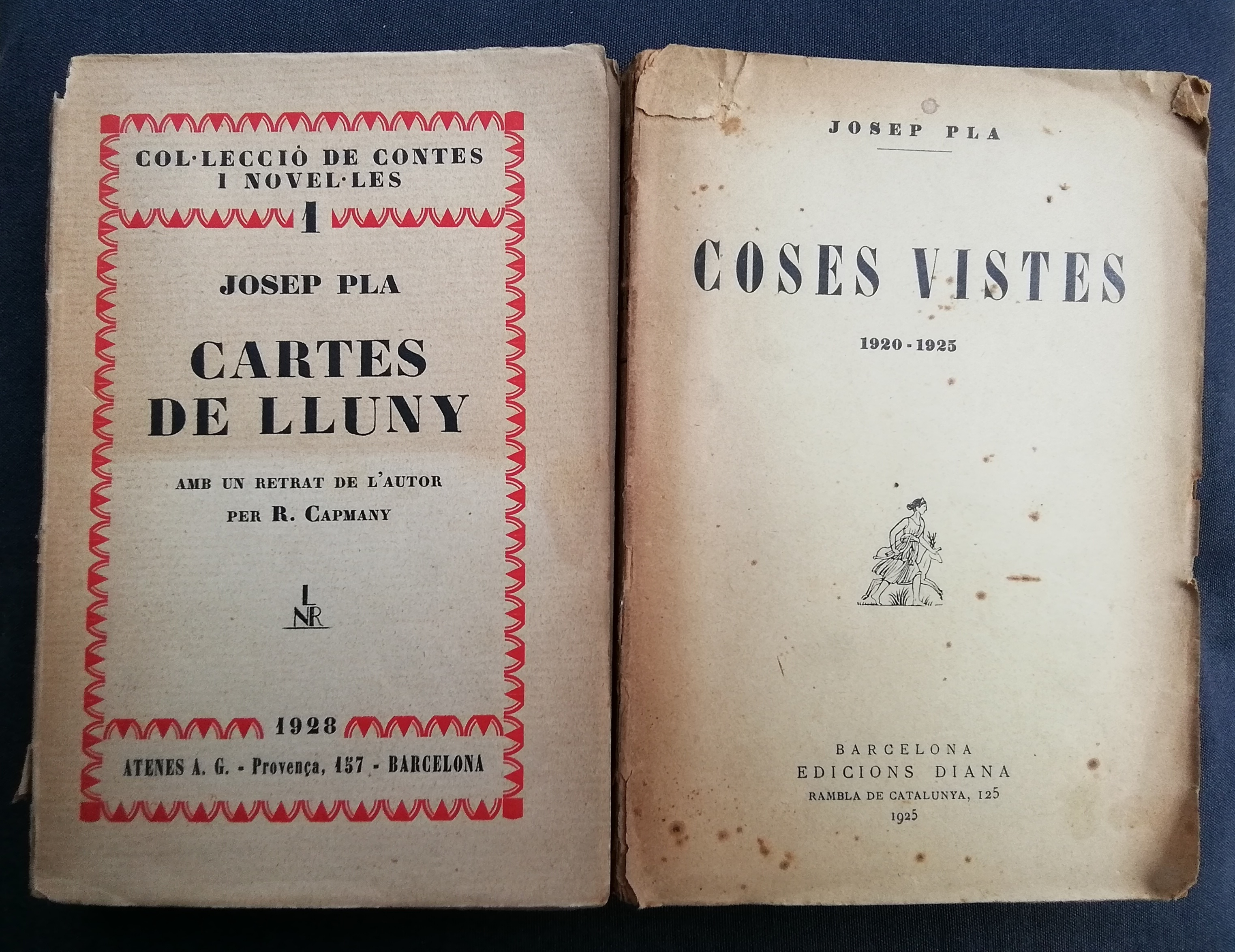
Primeres edicions de Cartes de Lluny de 1928, i Coses Vistes primer llibre publicat de Josep Pla l'any 1925

### Obra seleccionada
| - 1925: Coses vistes - 1925: Rússia. Notícies de l'URSS. Una enquesta periodística - 1926: Llanterna màgica - 1927: Relacions - 1928: Vida de Manolo - 1928: Cartes de lluny - 1929: Cartes meridionals - 1929: Madrid, 1921 (Un dietari) - 1928-1930: Francesc Cambó - 1931: Vint-i-cinc anys de política catalanista (L'obra de Cambó) - 1931: Madrid. L'adveniment de la República - 1931: "El sistema de Francesc Pujols. Manual d'hiparxiologia" - 1934: Viatge a Catalunya - 1947: Cadaqués - 1950: Bodegó amb peixos - 1951: L'illa dels castanyers - 1951: Pa i raïm - 1951: Un senyor de Barcelona | - 1951: El carrer Estret - 1952: Llagosta i pollastre - 1952: El vent garbí - 1952: Girona - 1952: Els pagesos - 1953: Nocturn de primavera - 1953: Els anys - 1953: Les hores - 1954: Contraban - 1954: Peix fregit - 1954: L'Empordanet - 1955: Cartes d'Itàlia - 1955: Santiago Rusiñol i el seu temps - 1955: Els moments - 1955: Week-end d'estiu a Nova York - 1956: De l'Empordanet a Barcelona |

En el període de total prohibició de publicació en llengua catalana publicà en castellà les obres següents: 
- 1941: Guía de la Costa Brava
- 1942: Las ciudades del mar
- 1942: Viaje en autobús
- 1942: Rusiñol y su tiempo
- 1944: El pintor Joaquín Mir
- 1945: Un señor de Barcelona
- 1945: La huida del tiempo
- 1949: Viaje a pie

### Obres Completes
A partir de 1956 va publicar amb l'editorial de Cruzet la primera sèrie de les seves Obres Completes, que va arribar a 29 volums i en les quals va començar a fer parèixer els seus extraordinaris retrats titulats Homenots. El 1962 es va truncar la publicació amb Selecta a causa del suïcidi de Cruzet que va paralitzar l'editorial i, després d'uns anys sense editor, el 1966 reprèn el projecte de l'Obra Completa aquesta vegada amb Edicions Destino, que dirigia el seu amic, també de Palafrugell, Josep Vergés, i amb el qual ja col·laborava com periodista de la revista Destino des de l'any 1940 i que inclou tots els diaris, reportatges, articles, assaigs, biografies, novel·les i narracions curtes.

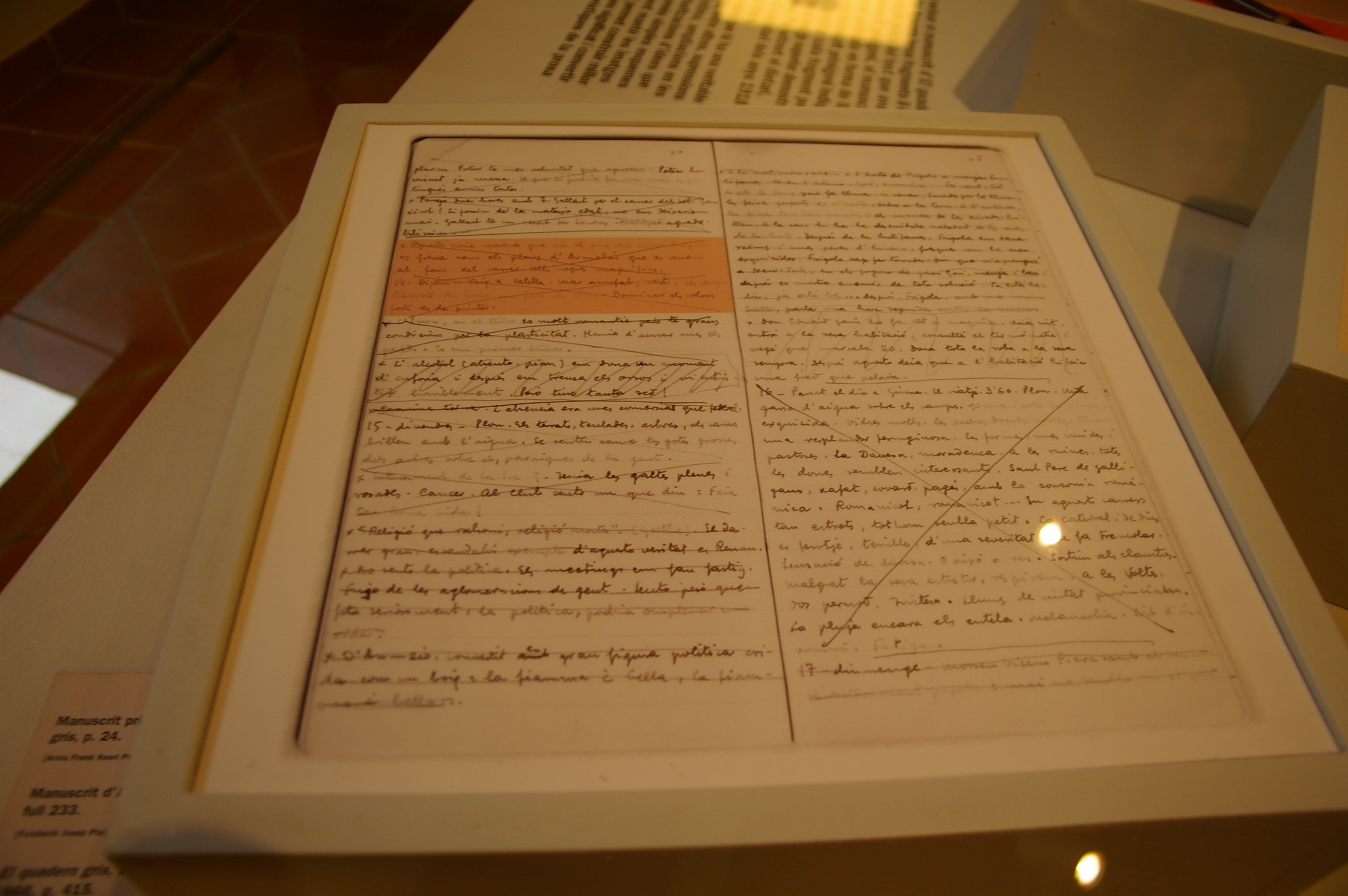
Facsímil d'una pàgina del manuscrit primigeni dEl quadern gris. Exposició permanent de la Fundació Josep Pla.

El primer volum d'aquesta nova edició «definitiva» de la seva Obra Completa va ser una obra inèdita, El quadern gris, un dietari començat a poc més de vint anys, si bé reescrit i substancialment ampliat posteriorment, traduït al castellà amb el títol El cuaderno gris per Dionisio Ridruejo. El famós dietari planià va marcar un abans i un després en la consideració literària de Pla, el qual, d'aleshores ençà, va ser valorat com el millor narrador de la literatura catalana contemporània. La publicació de l'Obra Completa va continuar en els anys següents i va arribar el volum 38 en vida de l'autor. Després de la seva mort, ocorreguda el 1981, l'editor de Destino va continuar preparant més volums fins a arribar a 47, incloent-hi manuscrits inèdits, com les seves Notes per a un diari, escrites a mitjan dècada del 1960.

## Estil literari
Les característiques més importants de l'estil planià són la simplicitat, la ironia i la claredat. Extremadament pudorós i sensible al ridícul, detestava els artificis i la retòrica buida. Durant tota la seva vida literària, va romandre «fidel a la necessitat d'una escriptura clara, precisa i sòbria» i al seu desinterès per la ficció literària, conreant el realisme sintètic i la prosa poètica especialment en el moment de descriure. Segons Gabriel Ferrater, «és l'únic prosador, l'únic prosador de qualitat, que és realment prosador, que no deriva de la poesia de cap manera i que intenta de crear una forma artística purament a partir de la prosa».
Va ser un observador agut de la realitat i dels detalls més petits, i va donar un fidel testimoniatge de la societat del seu temps. Les seves obres mostren una visió subjectiva i col·loquial, «antiliterària», en la qual destaca, malgrat tot, un enorme treball estilístic per anomenar les coses pel seu nom i «matisar-les amb l'adjectiu precís», una de les seves obsessions literàries més persistents.

## Caràcter i singularitat de Pla[calcitació]
Pla va haver de viure durant gran part de la seva vida sota la censura: en la dictadura de Primo de Rivera, després a Itàlia i Alemanya (on va treballar com a corresponsal en l'època d'ascens dels feixismes europeus) i, per descomptat, durant el franquisme. Encara que al principi va simpatitzar amb el règim franquista (el 1940 va escriure que aquest coincidia «amb l'interès general»), només van ser uns mesos. Ràpidament es va mostrar escèptic, especialment per la impossibilitat de continuar publicant en català. Encara que instal·lat sempre en una mena de possibilisme que li permetia de publicar, la infatigable censura franquista l'incomodava profundament (va deixar escrit en un dels seus diaris que era la «pitjor que havia conegut», exercida per «funcionaris del fanatisme»). Detestava el menyspreu del règim autoritari per la llengua i la cultura catalanes i la seva obstinada incapacitat per a esdevenir una democràcia, ni que fos «tutelada».
Escriptor incansable, home d'ordre encara que de tarannà liberal, segons la seva manera de veure, la vida és caòtica, irracional, injusta, i les ànsies d'igualtat i de revolucions són un «deliri» que provoca mals pitjors que els que volen eliminar.
Conservador i racional, no sent l'acció, encara que sí la sensualitat. Bon conversador, fumador empedreït que es feia les cigarretes tot embolicant a mà el tabac. Abillat de jove amb un barret tou i més tard amb la seva inseparable boina de pagès, detestava la banalitat, l'afectació cultural (rarament inclou citacions en les seves obres, malgrat ser un gran lector dels clàssics) i «aquells que parlen escoltant-se». Per això va escriure: «És molt més difícil descriure que opinar. Infinitament més. En vista de la qual cosa tothom opina».

## Josep Pla i els clàssics

Obra d'Horaci

Un dels referents clàssics més potents en l'obra de Pla és Horaci, segons ens indica l'article de Mariàngela Vilallonga. A més que Pla coneixia perfectament la influència enorme en la literatura europea d'Horaci, podríem dir que s'hi podia identificar per dues raons: primerament, perquè la poesia horaciana s'adiu amb el caràcter de l'escriptor empordanès, però també perquè entre els dos tenen bastantes semblances biogràfiques com ara que tots dos eren propietaris rurals amb estudis, van viure a l'estranger per un temps, no es van casar mai i sabien gaudir dels plaers de la vida (menjar, vi, passions amoroses…). En El quadern gris, Pla ja cita a Horaci tot lloant la seva precisa adjectivació:
| «                               | Ha fet molta calor. Una calor rabiosa. (Aquest adjectiu, que em sembla que és d'Horaci, el trobo magnífic.) | » |
| — El quadern gris, OC 1, p. 211 | |   |

El que li interessava més a Pla era el seu tòpic de l'aurea mediocritas (terme mitjà, viure dignament sense desitjar més del que podem utilitzar, la daurada mitjania), per això és un tema recurrent a la seva literatura. El trobem al primer capítol de Petits assaigs sobre França, on Pla varia l'adjectiu i l'anomena “dolça mitjania” o també, com a exemple, atribueix al mateix poeta de Venosa l'adjectiu mediocre (entès en el sentit horacià del mot, és a dir moderat, assenyat). Així, podem veure que Pla no s'allunyà mai d'Horaci, com ell mateix ens indica en Italià i el Mediterrani (37,246) “En aquest món poden passar les coses més estranyes. En aquest com en tots els aspectes de la concepció del món, no m’he mogut mai del vell Horaci”.
A més a més, hi ha tres temes clàssics en els quals Pla s'hi estén a la seva obra: Són el vi, que el trobem a Per passar l'estona: “El vi, element inseparable de la vida” (36,300) on recorda que el vi proporciona plaer a l'home tot basant-se en Montaigne i Plató, com ens diu Glòria Casals: “Quan Pla parla de coses de la vida quotidiana, porta a col·lació una àmplia gamma de personatges amb majúscules i d'anècdotes cultes. Parlant del vi surten Plató, Horaci, Cató, i Montaigne” seria una mena de simplificació de les coses solemnes però alhora quotidianes; les roses, a Sobre les roses, tot lligant-lo amb el tòpic, també horacià, del carpe diem: “I després hi ha la interpretació d'Horaci, el carpe diem aprofita l'ocasió abans que sigui tard, cull les roses de la vida”; i finalment tenim el tema de les fonts, a Les hores en el capítol “Primavera: les hores”, on s'hi fa una recreació de dues odes horacianes. També fa aquesta aportació tot citant Horaci: “La tradició de les fonts és antiquíssima i en el nostre món occidental la pedra blanca d'aquesta tradició és Horaci”. Per tant, com ens diu Glòria Casals, Pla empra una tècnica molt ben pensada a l'hora de tocar aquests temes: “Als escrits de Pla les coses solemnes són tractades sense cerimònia i les coses elementals reben tota mena de suport cultural. Aquesta inversió obligatòria sembla un cas d'allò que els clàssics anomenaven hísteron próteron, la figura retòrica que consisteix a invertir l'ordre d'una seqüència lògica. En Pla les inversions són de tractament, perquè ocupen el primer lloc les notes culturals en temes de la vida quotidiana i a la inversa, passen davant els comentaris col·loquials en temes ben definits culturalment”. Pla també va utilitzar recursos plenament clàssics com ara la captatio benevolentiae (o falsa modèstia) en els casos d'Articles amb cua (31,247-269) i El carrer Estret: el pròleg és tot ell pensat a partir d'aquest recurs.

## Patrimoni literari
La Fundació Josep Pla, que té la seu a Palafrugell, organitza diverses rutes que recorren els llocs que Josep Pla va descriure o va tenir com a predilectes. En la ruta per Palafrugell comença la visita guiada en la mateixa Fundació on es passa un audiovisual de l'escriptor i la seva trajectòria vital i literària. Un cop acabada la visita, comença la ruta guiada. Primer de tot passarem pel carrer Torres Jonama número 56, on la família Pla va anar a viure l'any 1904; seguidament passarem pel carrer estret, aquell carrer que deia Pla que estava fet a la mida de les tartanes i que per les seves voreres, no hi podia passar cap home voluminós. El carrer en forma de serp, del qual no en podem veure la sortida perquè fa una corba. Tot seguit anirem cap a Plaça Nova, antic olivar fora de muralles, on s'hi troba el Cercle Mercantil (antic casino de la classe benestant que tancà l'any 1988 i el Centre Fraternal (que encara està en ple funcionament).
Si el que realment volem és notar el vent de tramuntana sobre el rostre, aquest vent que tantes vegades va descriure Josep Pla, un vent que dona caràcter al paisatge i imprimeix alegria a les persones, ens decantarem per fer una visita a l'impressionant paisatge de feixes de pedra que conformen les muntanyes de Cadaqués. Espais escrits ens regala un petit fragment de Pla on arriba a descriure aquestes pedres com a enormes cementiris de parets seques que van estar ocupades per les vinyes que, com diu Pla les vinyes ja no ressuscitaran mai més. Si volem entendre com va ser el seu primer contacte amb Girona, Espais Escrits ens torna a regalar un fragment de Pla en el qual parla de la impressionant monumentalitat de Girona: Anàvem passant el carrer de Pedret quan de sobte Girona se'ns presenta, sobre l'arc de la tartana, amb tota la seva impressionant monumentalitat.
La Fundació Josep Pla ens ofereix diverses rutes d'un autor, Josep Pla, que es va caracteritzar per descriure el paisatge de manera molt detallista, minuciosa, a voltes, fins i tot obsessiva. Una de les rutes interessants per fer és la ruta Josep Pla a Pals. Després de veure l'audiovisual de presentació a la Fundació, anireu fins a Pals i allà, s'iniciarà la passejada pel Pedró passant per la Torre de les Hores, l'església de Sant Pere, per la muralla fins al mirador Josep Pla, des d'on podreu veure el Montgrí i les Illes Medes. És justament en aquest punt on Josep Pla portava els seus convidats i els mostrava la millor vista de l'Empordà: "L'Empordanet s'ha de veure des del Pedró de Pals" deia Pla.
Una altra ruta que no es poden perdre els amants de la literatura de Pla és la Ruta per Calella de Palafrugell que també ens ofereix La Fundació. En aquesta oferta ens centrem en els espais de Calella i n'ampliem el recorregut pel camí de ronda fins a la Marineda. El punt de trobada és a l'Oficina de turisme de Calella. Seguidament iniciareu la passejada al mirador de Ses Burricaires, passareu pel Port Bo i anireu fins a la Platja del Canadell, passant arran d'aigua per la terrassa de Can Genís. Després enfilareu pel camí de ronda, fins a la Marineda i tornareu cap a Calella. Pel que fa a aquest paisatge deia Pla: "Confesso que tinc una certa debilitat per Calella de Palafrugell. En realitat forma part molt directament del meu poble. És un dels llocs que tenen més gràcia de la nostra costa nord. És un poble prodigiosament bonic, sobretot vist des del mar."
Finalment el Museu d'Arqueologia de Catalunya-Ullastret i la Fundació Josep Pla ens proposen explorar la relació de l'escriptor amb el jaciment arqueològic d'Ullastret.
Es tracta d'una ruta literària que ens apropa a la realitat de les primeres excavacions, en un indret preciós de la geografia catalana, a través de l'impacte de la paraula. La Ruta Josep Pla a Ullastret consistirà en una passejada pel Puig de Sant Andreu. A través del patrimoni cultural, literari i arqueològic, i el natural, ens acostarem al que va ser la trobada de Pla amb els primers arqueòlegs que van excavar en el jaciment.

## El llegat de Josep Pla
Amb 76 anys Pla va decidir- en els seus darrers anys retirat al Mas Pla de Llofriu donar la seva biblioteca i crear la Fundació Privada Biblioteca Josep Pla, a Palafrugell, el seu poble natal. Als anys 90 aprofitant la importància de la seva obra literària, diferents institucions administratives van promoure una gran difusió del seu llegat. Es van dedicar esforços a divulgar-lo i a fer-ne estudis. A més de la Biblioteca de Josep Pla, la fundació que duu el seu nom gestiona un centre de documentació sobre l'escriptor. També proposa rutes literàries per a difondre la seva obra. Existeix una exposició permanent que permet conèixer l'obra i la vida de Josep Pla: El Pla viatger, el Pla periodista i el Pla escriptor. Les tres facetes emmarcades en el seu context històric.
Després de veure un audiovisual que mostra els trets més notables de la trajectòria professional de Josep Pla el recorregut s'inicia amb un recull de fotografies i citacions que mostren la imatge d'un autor interessat en molts temes. S'ha dit d'ell que ha estat el millor prosista de la literatura catalana del segle xx. Després podem veure amb detall la bibliografia que configura la seva producció literària. Al segon pis de La Fundació hi ha l'espai dedicat al Quadern gris i les sales per les exposicions de producció pròpia. Aquestes exposicions són temporals, es van renovant i ajuden a entendre i conèixer millor molts aspectes de l'obra de l'escriptor.
La fundació trepitja a partir de les rutes literàries, els diferents carrers i places de Palafrugell que Pla va descriure de manera minuciosa, precisa, amb tots els detalls. També organitzen itineraris a Calella, Pals, Tamariu i Llofriu. Divulguen la lectura de Pla per als més menuts amb rutes i tallers dirigits a les escoles.
Finalment la Fundació planifica àpats literaris. En aquests àpats es llegeixen fragments de l'autor acompanyats dels seus plats favorits. Combinen, a Palafrugell, el sabor d'aliments de la terra amb l'essència literària de Josep Pla.
La Biblioteca de Catalunya conserva molta documentació de i sobre Josep Pla.

## Premis i reconeixements
- 1951, 13 de desembre - Premi Joanot Martorell per El carrer Estret. Jurat: Miquel Llor, Salvador Espriu, Maurici Serrahima, Antoni Vilanova i Josep Miracle.[22]
- 1955, del 12 al 26 de març – Exposición-homenaje al escritor José Pla. Commemoració de la publicació de la seva obra número seixanta. Exposició de la bibliografia de Josep Pla i 20 guaixos de Josep Martinell, que il·lustren l'obra Coses vistes. Salón de tertulias de Casa del libro.
- 1957 - Premi Lletra d'Or pel llibre Barcelona (Papers d'un estudiant)
- 1960 - Premio Juan March de Periodismo Literario (Fundación Juan March). Jurat: Real Academia Española: Federico García Sanchos, Vicente Aleixandre i Juan Antonio de Zunzunegui; Real Academia de la Historia: Marqués de Lozoya i Jesús Pabón; Federación Nacional de Asociaciones de la Prensa de España: Julio Trenas, Francisco Casares, José María Bugella, Francisco Sanz i Pedro Boltes Bou; Consejo de Patronato de la Fundación March: Félix García (secretari sense vot).
- 1967 - Premi Crítica Serra d'Or (prosa de no ficció) per El quadern gris
- 1967, 20 de març - Nomenat Fill Predilecte de Palafrugell
- 1967, 22 de juliol - Medalla d'Or de la Província (Diputació de Girona)
- 1973 - Premi de la Crítica Serra d'Or (prosa de no ficció) per El que hem menjat
- 1974 - L'Associació de Premsa de Barcelona el fa soci d'Honor i Actiu
- 1975, 25 de març - Medalla d'Or de la Província (Diputació de Barcelona), lliurat per la festivitat de Sant Jordi.
- 1976, 24 de novembre - Nomenament Figura del mes pel diari ABC (Madrid). Li dediquen un dinar d'homenatge
- 1977 - Premi de la crítica Serra d'Or (prosa de no ficció) per Articles amb cua
- 1977, 4 de juny - Homenatge de l'Acadèmia de Ciències Veterinàries i els Col·legis de Veterinaris de Catalunya i Balears a Josep Pla. Tingué lloc a l'Hotel Empordà (Figueres).
- 1979 - Premi Ciutat de Barcelona per Notes del capvesprol
- 1979, d'octubre a novembre - Homenatge a l'obra literària de Josep Pla. Ramon Sala Canadell, amic de l'escriptor i diputat de Convergència Democràtica, promou una campanya d'homenatge a l'obra de Pla entre els ajuntaments.
- 1980 - Premi de la Crítica Serra d'Or (prosa) per Notes del capvesprol
- 1980 - Premi de la Crítica per Notes del capvesprol
- 1980, 12 de març - Medalla d'Or de la Generalitat de Catalunya (decret signat el 17 de desembre de 1979)
- 1980, 30 de març - Homenatge a Josep Pla. Recital a càrrec de Victòria dels Àngels a l'església parroquial de Castelló d'Empúries.
- 1980, 27 d'abril - Homenatge a l'obra literària de Josep Pla. Concert a càrrec de Gonçal Comellas (violí) i Isacco Rinaldi (piano) a l'església parroquial d'Avinyonet de Puigventós.

## Any Pla (1997)
El 1997 es va celebrar l'Any Pla per commemorar el centenari del naixement de l'escriptor. Centenars d'iniciatives van néixer al llarg de l'any per homenatjar Josep Pla i la seva obra, ja sigui des d'institucions, ajuntaments, entitats i associacions privades que van respondre a la crida de la Fundació Josep Pla, les institucions i l'Editorial Destino. Totes elles van girar al voltant de quatre eixos:
1. Josep Pla, escriptor i periodista
2. Josep Pla, els amics i els homenots
3. Josep Pla, itineraris i viatges
4. En homenatge a Josep Pla

Al llarg de l'any es van organitzar esdeveniments de tota classe: biogràfics, literaris, paisatgístics i gastronòmics, així com obres de diferents disciplines (dramatúrgia, recital, ficció, música, vídeo) que van ajudar a aprofundir en el coneixement de l'obra de Josep Pla. L'acte més destacat va ser l'exposició La diabòlica mania d'escriure, que va itinerar del Palau Moja de Barcelona, a Girona, a la Biblioteca Nacional d'Espanya (Madrid) i una síntesi a París.

## Relectures de Josep Pla
A partir de l'obra de Josep Pla, els artistes de disciplines molt diverses s'hi han inspirat per a les seves creacions.
Es poden trobar relectures fetes des de la dramatúrgia o la pintura. Encara que no va escriure teatre, la seva vida i obra van inspirar, després de la seva mort, diverses obres significatives, entre les quals destaquen:
- Ara que els ametllers ja estan batuts, estrenada el 1990, en la qual Josep Maria Flotats va elaborar un retrat de Pla a través d'un collage dels seus textos.
- La increïble història del Dr. Floït & Mr. Pla, una producció d'Els Joglars estrenada l'any 1997, que recrea els personatges de Robert Stevenson, on els particulars Doctor Jekyll i Mr. Hyde són, respectivament, un industrial catalanista obsessionat per la riquesa i perfectament recognoscible que, en ingerir la crema d'afaitar Floïd, es torna un escriptor culte, sensible i intel·ligent, que és Josep Pla i que encarna els valors oposats a l'empresari.
- El quadern gris, obra de teatre dirigida per Joan Ollé.